# 彼得斯堡 (密歇根州)
彼得斯堡（英語：Petersburg）是一個位於美國密歇根州門羅縣的城市。

## 人口
根據2020年美國人口普查的數據，彼得斯堡的面積為1.27平方千米，當中陸地面積為1.24平方千米，而水域面積為0.03平方千米。當地共有人口1171人，而人口密度為每平方千米922人。